# Stageit
Stageit (ook StageIt) is een Amerikaanse webgebaseerde dienst die het mogelijk maakt voor artiesten om via webstreams optredens te verzorgen. De dienst werd opgericht in 2011 door Evan Lowenstein, van het muzikale duo Evan and Jaron. Tussen 2015 en 2020 bleek de onderneming geen financieel succes, maar de coronapandemie zorgde voor een stijging van de populariteit.

## Geschiedenis
Het idee voor een streaming website ontstond toen Evan en Jaron Lowenstein via sociale media contact hadden met hun fans. De fans hadden behoefte aan shows in hun omgeving maar de broers, die het muzikale duo Evan and Jaron vormden, zagen hier geen mogelijkheid toe. Evan zag wel kansen in een virtuele tour.
Stageit werd opgericht door Evan in 2011. In een vroeg stadium werd er in de dienst geïnvesteerd door onder andere Sean Parker en Jimmy Buffett. De investeringen liepen op tot $ 3,5 mln. De verwachting was dat technologische ontwikkelingen in video en bandbreedte zouden leiden tot een toename van livestreams van concerten. Vanwege het feit dat de opbrengsten van liveshows minder opbrachten dan concerten op het podium, bleef interesse in de dienst uit.
Lowenstein staakte investeringen in Stageit in 2015, bracht het personeelsbestand terug naar drie personen en besloot geen salaris meer te ontvangen. Hij genoot de overtuiging dat de opwarming van de Aarde het enige zou zijn dat Stageit overeind zou houden. Het idee was dat milieubewuste bands hun shows zouden geven via Stageit, in plaats van touren met bijbehorende uitstoot van CO2. Het was echter de coronapandemie die zorgde voor een plotselinge toename van het populariteit van de dienst. Tussen 9 en 15 maart 2020 nam het aantal gebruikersaccounts in twee dagen tijd toe met 10.000. Een week later werd de opbrengst in die week volgens Zack O'Malley Greenburg van Forbes op $ 250.000 geschat.

## Werking
Om de shows bij te kunnen wonen, moeten kaartjes gekocht worden. Fans kunnen daarnaast geld doneren. Voor de financiële transacties moeten notes gekocht worden, de virtuele munteenheid van Stageit, tegen $ 0,10 per stuk. In 2011 hield Stageit 40% van de geldbedragen in, exclusief verkoop uit merchandising. Later steeg het aan artiesten uitgekeerde bedrag van 60% naar 67%. Sinds de coronapandemie keert Stageit 80% uit aan artiesten die via de dienst shows geven. Fans kunnen converseren door te chatten met elkaar en met de artiesten.

## Concurrentie
Er zijn meer websites die streaming diensten aanbieden. Ook op bijvoorbeeld Instagram, Facebook, Twitch en YouTube geven bands en artiesten live shows. Stageit beschikt over licenties die het mogelijk maken dat artiesten covers spelen, of nummers die zij niet geheel zelf hebben geschreven, zonder dat zij daarmee licenties of auteursrechten schenden.